# Damenbundesliga 2021
La Damenbundesliga 2021 è la 32ª edizione del campionato di football americano femminile di primo livello, organizzato dalla AFVD.
La stagione avrebbe dovuto avere inizio il 3 luglio ma è stata annullata.

## Squadre partecipanti
| Club                        | Città             | Stadio | Sponsor ufficiale | Risultato nella stagione 2020 |
| --------------------------- | ----------------- | ------ | ----------------- | ----------------------------- |
| Berlin Knights              | Berlino           |        |                   |                               |
| Berlin Kobra Ladies         | Berlino           |        |                   |                               |
| Cologne Falconets           | Colonia           |        |                   |                               |
| Erlangen Rebels             | Erlangen          |        |                   |                               |
| Hamburg Amazons             | Amburgo           |        |                   |                               |
| Hamburg Blue Devilyns       | Amburgo           |        |                   |                               |
| Kiel Baltic Hurricanes      | Kiel              |        |                   |                               |
| Munich Cowboys Ladies       | Monaco di Baviera |        |                   |                               |
| Stuttgart Scorpions Sisters | Stoccarda         |        |                   |                               |

## Stagione regolare

### Calendario

#### 1ª giornata
| 3-4 luglio 2021 | Berlin Knights | - – - | Hamburg Blue Devilyns |  |

| 3-4 luglio 2021 | Hamburg Amazons | - – - | Berlin Kobra Ladies |  |

| 3-4 luglio 2021 | Stuttgart Scorpions Sisters | - – - | Munich Cowboys Ladies |  |

#### 2ª giornata
| 17-18 luglio 2021 | Berlin Kobra Ladies | - – - | Kiel Baltic Hurricanes |  |

| 17-18 luglio 2021 | Hamburg Amazons | - – - | Berlin Knights |  |

| 17-18 luglio 2021 | Munich Cowboys Ladies | - – - | Cologne Falconets |  |

#### 3ª giornata
| 24-25 luglio 2021 | Hamburg Blue Devilyns | - – - | Kiel Baltic Hurricanes |  |

| 24-25 luglio 2021 | Erlangen Rebels | - – - | Cologne Falconets |  |

#### 4ª giornata
| 31 luglio-1º agosto 2021 | Berlin Knights | - – - | Berlin Kobra Ladies |  |

#### 5ª giornata
| 7-8 agosto 2021 | Kiel Baltic Hurricanes | - – - | Hamburg Amazons |  |

| 7-8 agosto 2021 | Cologne Falconets | - – - | Stuttgart Scorpions Sisters |  |

#### 6ª giornata
| 14-15 agosto 2021 | Berlin Kobra Ladies | - – - | Hamburg Blue Devilyns |  |

| 14-15 agosto 2021 | Munich Cowboys Ladies | - – - | Erlangen Rebels |  |

#### 7ª giornata
| 21-22 agosto 2021 | Hamburg Blue Devilyns | - – - | Hamburg Amazons |  |

| 21-22 agosto 2021 | Erlangen Rebels | - – - | Stuttgart Scorpions Sisters |  |

#### 8ª giornata
| 4-5 settembre 2021 | Kiel Baltic Hurricanes | - – - | Berlin Knights |  |

### Classifica
Le classifiche della regular season sono le seguenti.
- PCT = percentuale di vittorie, G = partite giocate, V = partite vinte,  P = partite perse, PF = punti fatti, PS = punti subiti

#### Gruppo Nord
| Pos. | Squadra                | PCT  | G | V | N | P | PF | PS |
| ---- | ---------------------- | ---- | - | - | - | - | -- | -- |
| 1    | Berlin Knights         | .000 | 0 | 0 | 0 | 0 | 0  | 0  |
| 2    | Berlin Kobra Ladies    | .000 | 0 | 0 | 0 | 0 | 0  | 0  |
| 3    | Hamburg Amazons        | .000 | 0 | 0 | 0 | 0 | 0  | 0  |
| 4    | Hamburg Blue Devilyns  | .000 | 0 | 0 | 0 | 0 | 0  | 0  |
| 5    | Kiel Baltic Hurricanes | .000 | 0 | 0 | 0 | 0 | 0  | 0  |

#### Gruppo Sud
| Pos. | Squadra                     | PCT  | G | V | N | P | PF | PS |
| ---- | --------------------------- | ---- | - | - | - | - | -- | -- |
| 1    | Cologne Falconets           | .000 | 0 | 0 | 0 | 0 | 0  | 0  |
| 2    | Erlangen Rebels             | .000 | 0 | 0 | 0 | 0 | 0  | 0  |
| 3    | Munich Cowboys Ladies       | .000 | 0 | 0 | 0 | 0 | 0  | 0  |
| 4    | Stuttgart Scorpions Sisters | .000 | 0 | 0 | 0 | 0 | 0  | 0  |

## Playoff

### Tabellone
|  | Semifinali | Semifinali | Semifinali |     |     | XXX Ladies Bowl | XXX Ladies Bowl | XXX Ladies Bowl |  |
|  |            |            |            |     |     |                 |                 |                 |  |
|  | 1N         | TBD        | -          |     |     |                 |                 |                 |  |
|  | 1N         | TBD        | -          |     |     |                 |                 |                 |  |
|  | 2S         | TBD        | -          |     |     |                 |                 |                 |  |
|  | 2S         | TBD        | -          |     | TBD | TBD             | -               |                 |  |
|  |            |            |            |     | TBD | TBD             | -               |                 |  |
|  |            |            | TBD        | TBD | -   |                 |                 |                 |  |
|  | 2N         | TBD        | TBD        | TBD | -   | -               |                 |                 |  |
|  | 2N         | TBD        |            |     |     |                 |                 |                 |  |
|  | 1S         | TBD        | -          |     |     |                 |                 |                 |  |

### Semifinali
| 2021 | TBD | - – - | TBD |  |

| 2021 | TBD | - – - | TBD |  |

### XXX Ladies Bowl
| 2021 | TBD | - – - | TBD |  |